# Massimo Bray
Massimo Bray (Lecce, 11 aprile 1959) è un editore, politico e storico italiano, ministro dei beni e delle attività culturali e del turismo nel governo Letta dal 28 aprile 2013 al 22 febbraio 2014.

## Biografia

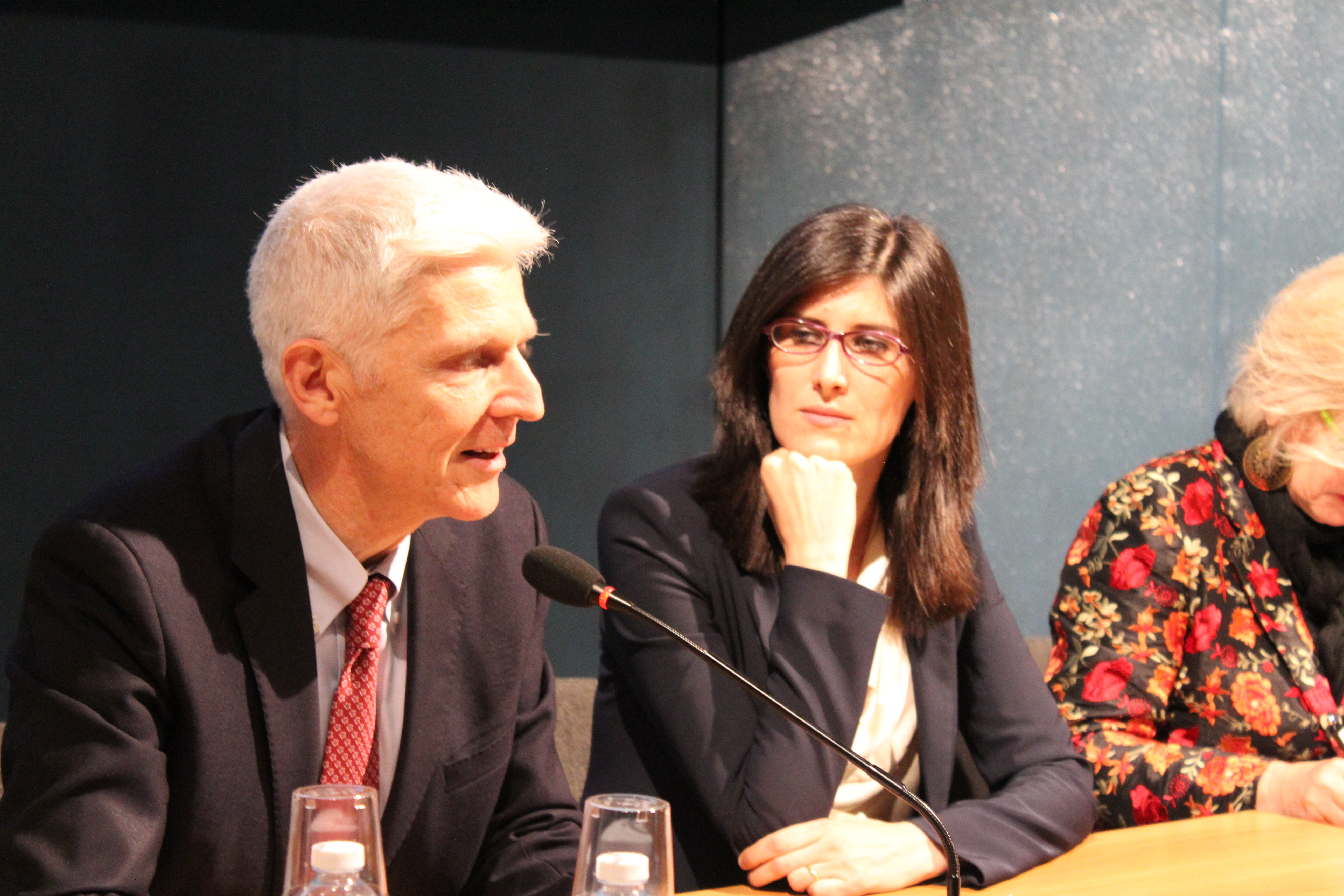
Massimo Bray e il sindaco torinese Chiara Appendino durante la conferenza stampa di chiusura della Salone internazionale del libro di Torino nel maggio 2018.

Nato a Lecce nel 1959, ha frequentato il liceo classico "Giuseppe Palmieri" del capoluogo salentino. Ha studiato poi a Firenze, conseguendo la laurea in lettere e filosofia nel 1984.
Nel 1991 è entrato nell'Istituto dell'Enciclopedia Italiana, fondata da Giovanni Treccani, come redattore responsabile della sezione di storia moderna e nel 1994 ne è diventato direttore editoriale. Ne è stato direttore generale dal 2015.
È stato direttore della rivista Italianieuropei.
Ha tenuto un blog nell'edizione italiana dell'Huffington Post.
Dal 12 aprile 2017 è presidente della Fondazione per il Libro, la Musica e la Cultura di Torino.
Dal 2019 al 2021 ha insegnato storia dell'editoria presso l'Università Suor Orsola Benincasa di Napoli.
Nel 2019 ha pubblicato il libro Alla voce Cultura. Diario sospeso della mia esperienza di Ministro.
L'anno successivo, in occasione del Premio Viareggio-Rèpaci, gli è stato assegnato il premio speciale della presidente.
Dal 2022 è coordinatore nazionale del Forum Culturale Italia-Cina. 
Durante la 18ª edizione del Premio Benedetto Croce, tenutasi a Pescasseroli nel 2023, a Bray è stato assegnato il Premio Speciale PNAL (Parco Nazionale Abruzzo Lazio e Molise).
Dal giugno 2024 è tornato presidente della fondazione Notte della Taranta, che organizza un importante festival di musica popolare. Aveva già ricoperto lo stesso ruolo dal 2010 al 2013.

### Attività politica

#### Elezione in Parlamento
Bray è stato eletto alla Camera dei deputati alle elezioni del 24 e del 25 febbraio del 2013 con il Partito Democratico.

#### Ministro dei beni culturali
Dal 28 aprile 2013 al 22 febbraio 2014 ha ricoperto la carica di Ministro dei beni e delle attività culturali e del turismo del Governo Letta, sostituito nel Governo Renzi da Dario Franceschini.

#### Dimissioni da deputato
Il 18 marzo 2015 la Camera ha approvato le dimissioni da lui presentate per dedicarsi a tempo pieno al lavoro in Treccani. Viene sostituito dal deputato Ludovico Vico.

#### Assessore alla cultura e al turismo della Puglia
Il 19 novembre 2020 è stato nominato dal presidente Michele Emiliano assessore alla cultura, turismo, sviluppo e impresa turistica per la Regione Puglia. Il 25 novembre 2021 ha annunciato le dimissioni per motivi personali.

## Opere
- Alla voce Cultura. Diario sospeso della mia esperienza di Ministro, Lecce, Manni, 2019, ISBN 978-88-6266-941-2.[19]